# Zugmantel-Bandholz
Zugmantel-Bandholz ist ein rund 17 Hektar großes Naturschutzgebiet im Gebiet der Gemeinde Sandhausen (Rhein-Neckar-Kreis) im nördlichen Baden-Württemberg. Es liegt südöstlich von Sandhausen im Gemeindewald „Bandholz“ am Ostrand der Schwetzinger Hardt im Naturraum Hardtebenen.
Bei diesem Naturschutzgebiet handelt es sich um eine ehemalige Sandgrube, die nach Ansiedlung seltener Pflanzen und Tiere unter Schutz gestellt wurde. Es zeichnet sich aus durch eine Mischung aus Wasserflächen, bewaldeter Fläche und offenem Sandrasen mit trockenheitsliebenden Pflanzen. Hier liegt auch ein Teil des Dünenzugs, der sich von Oftersheim über Sandhausen bis Walldorf erstreckt.

## Entstehung und Geschichte
Der Sanddünenwall zwischen Walldorf und Sandhausen ist Teil der Binnendünen, eine Besonderheit der nördlichen Oberrheinebene. Die Dünen entstanden vor rund 11.000 Jahren am Ende der letzten Eiszeit als Sandablagerungen des Rheins. Der Dünenzug südlich von Sandhausen wurde in den siebziger Jahren zum Sandabbau freigegeben; erst 1980 wurde der Abbau eingestellt. Das Gebiet Zugmantel-Bandholz umfasst im Wesentlichen das Gelände der ehemaligen Sandgrube. Die Sandgrube wurde nach Beendigung des Sandabbaus teilweise mit Bauschutt, Straßenunterbaumaterial und Klärschlamm verfüllt und zum Teil wieder aufgeforstet. Durch den Anstieg des Grundwassers entstand in der Grube eine Flachwasserzone mit zahlreichen Inseln. Neben der Wasserfläche boten die Steilwände der Sandgrube wertvollen Lebensraum für Pflanzen und Tiere. Durch die schnelle Besiedlung der Sandgrube mit Pflanzen und Tieren und den Anstieg des Grundwasserspiegels entstand ein wertvoller Lebensraum, so dass man von einer weiteren Verfüllung der Sandgrube absah. 1985 wurde die Sandgrube mit ihren Wasserflächen unter Naturschutz gestellt.
Durch Schwankungen des Grund- und Oberflächenwasserspiegels ab Ende der 1980er Jahre hat sich das Naturschutzgebiet allerdings deutlich verändert. So sind die Wasserflächen zum Teil wieder verschwunden und durch Bäume und Gebüsch zugewachsen. Nur durch regelmäßige naturpflegerische Eingriffe können die ursprünglichen Wasserflächen vom Gehölz freigehalten werden.

## Steckbrief
Das Gebiet wurde per Verordnung am 19. Dezember 1995 als Naturschutzgebiet ausgewiesen und wird unter der Schutzgebietsnummer 2.088 beim Regierungspräsidium Karlsruhe geführt. Es hat eine Fläche von rund 17 Hektar und ist in die IUCN-Kategorie IV, ein Biotop- und Artenschutzgebiet, eingeordnet. Die WDPA-ID lautet 166429 und entspricht dem europäischen CDDA-Code und der EUNIS-Nr.
Der Schutzzweck „ist die Erhaltung einer Sandgrube, die als Sekundärbiotop insbesondere solchen zum Teil in ihrem Bestand stark gefährdeten Tieren und Pflanzen Lebensmöglichkeiten bietet, die die offenen, teilweise stark geneigten Sandflächen besiedeln und auf flache temporäre Gewässer angewiesen sind.“

## Pflanzenwelt

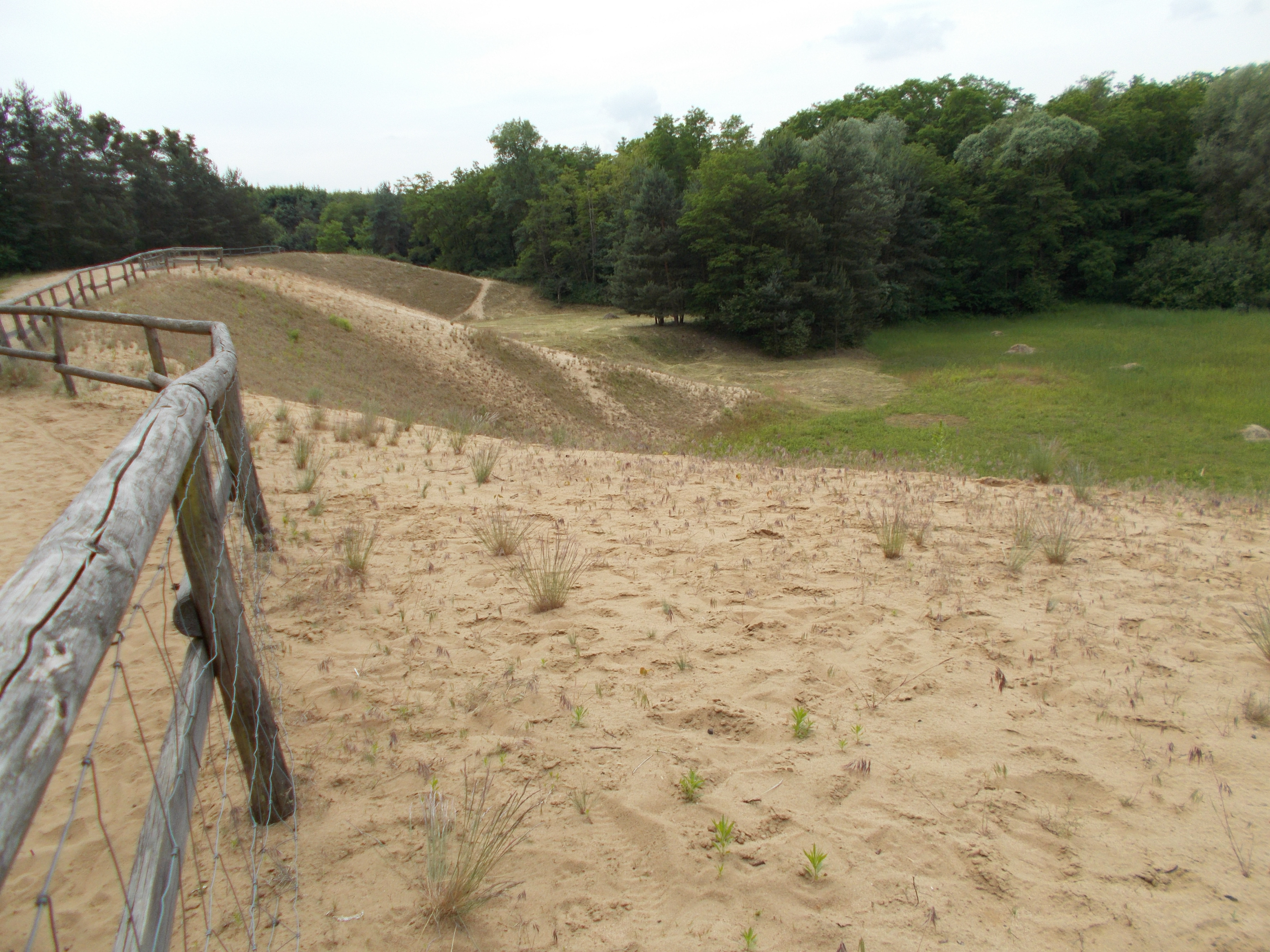
Zugmantel-Bandholz, Dünenwall im Süden

Auf dem Boden der aufgefüllten Flächen haben sich Pionierpflanzen angesiedelt, wie sie auf Ruderalflächen typisch sind, wie z. B. Nachtkerze, Natternkopf, Wegwarte oder Steinklee. In den Flachwasserzonen und im Uferbereich fand man ursprünglich feuchtigkeitsliebende Pflanzen wie Rohrkolben oder Schilf. Inzwischen haben Bäume wie Kiefern, Robinien oder Linden sowie die Brombeere den Boden der Sandgrube erobert. Im wiederaufgeforsteten Bereich wachsen Kiefern, Ahorn und Hainbuche. Durch naturpflegerische Maßnahmen hofft man, dass sich auch das seltene Zyperngras wieder ansiedelt.

## Tierwelt
Da das Naturschutzgebiet „Zugmantel-Bandholz“ sowohl Trockenbiotope als auch Feuchtbiotope umfasst, haben sich dort sowohl feuchtigkeitsliebende Tiere als auch Tiere angesiedelt, die an Trockenheit angepasst sind. Auf den Wasserflächen und im Gebüsch haben sich Wasserinsekten, Amphibien und Vögel angesiedelt. Während der größten Ausdehnung der Wasserflächen 1982 zählten dazu z. B. folgende Arten:
- Libellen wie die Südliche Mosaikjungfer, die Große Königslibelle oder die Blutrote Heidelibelle
- Schwimmkäfer wie der Gelbrandkäfer
- Amphibien wie der Kammmolch, Wechselkröte, der Laubfrosch oder die Erdkröte
- Vögel wie das Blässhuhn oder der Sumpfrohrsänger

Das Vorkommen von sonnenliebenden Amphibien wie z. B. dem Laubfrosch oder der Wechselkröte ist jedoch abhängig davon, dass die Wasserflächen durch menschliche Eingriffe wenig beschattete Gewässer bleiben.
Die Steilhänge der Grube sind ideale Lebensräume für Insekten wie Spinnentöter, Grabwespen oder Wildbienen sowie Vögel wie die Uferschwalbe. Auf den freien Sandflächen sind die Lebensbedingungen sehr ähnlich wie in den freien Sandflächen der Sandhausener Dünen, weshalb man dort z. B. die Blauflügelige Ödlandschrecke, die Gemeine Sandwespe oder den Dünensandlaufkäfer findet.